# Austrocheirus isasii
Austrocheirus isasii és una espècie de dinosaure teròpode que va viure al Cretaci superior. Va ser anomenat i descrit l'any 2010 per Martín Ezcurra, Federico Agnolin i Fernando Novas.
Les restes fòssils van ser trobades el 17 de març de 2002 a la formació de Pari Aike, que data del Maastrichtià, d'entre fa 71 i fa 65 milions d'anys. Aquests fòssils consisteixen en una mà parcial, una tíbia, ossos de l'esquelet axial, i un os del peu.
Una anàlisi cladística va indicar que l'Austrocheirus té una posició basal en els abelisauroïdeus, però era més derivat que el ceratosaure i el berbersaure. És el primer abeliosauroïdeu conegut de mida mitjana que no tenia unes potes anteriors reduïdes, com sí que es veu en altres membres del clade.